# Yetide Badaki

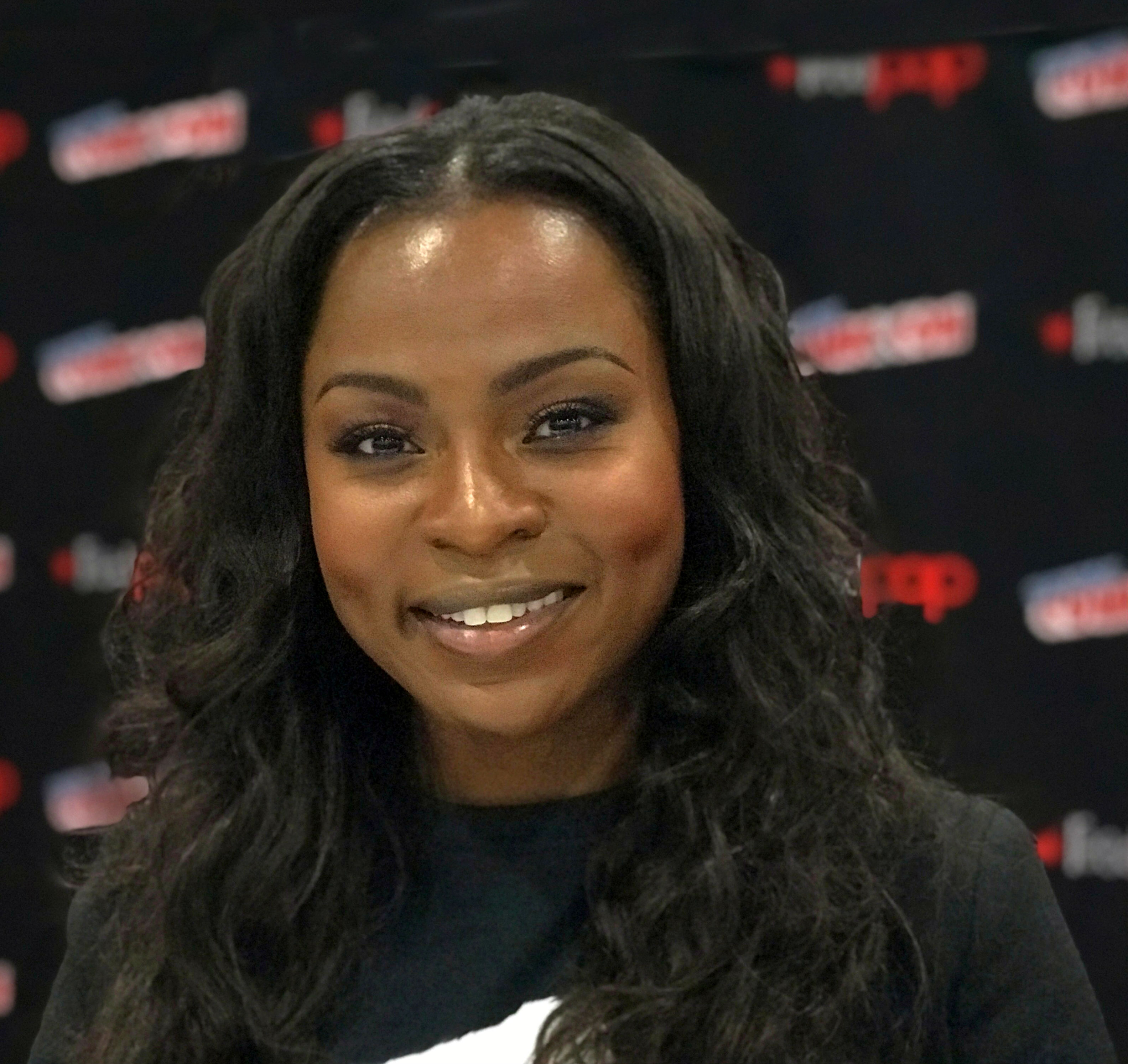
Yetide Badaki

Yetide Badaki (* 24. September 1981 in Ibadan) ist eine nigerianische Schauspielerin.

## Leben und Karriere
Yetide Badaki wurde in Ibadan geboren, zog jedoch im Alter von drei Jahren mit ihrer Familie nach England, wo sie weitere drei Jahre verbrachte. Sie schloss die McGill University in Montreal mit zwei Abschlüssen in englischer Literatur, respektive Umweltwissenschaften erfolgreich ab. Darüber hinaus hat sie auch einen Bachelor of Fine Arts in Theater von der Illinois State University. 
Im Jahr 2003 übernahm Badaki ihre erste Schauspielrolle als Noemi im Film Expiration. Es folgten vor allem Gastauftritte in US-Serien, wie Lost, Touch,  Criminal Minds oder Masters of Sex. Ihre erste wiederkehrende Rolle spielte sie als Sanjana in The Failing Man. 2017 übernahm Badaki als Bilquis eine Rolle in der Serie American Gods.
Neben Fernseh- und Filmauftritten spielt sie auch am Theater oder leiht Videospielfiguren ihre Stimme, so etwa in Call of Duty: Infinite Warfare als Edele Yetide. Sie lebt in Los Angeles.

## Filmografie (Auswahl)
- 2003: Expiration
- 2008: Lost (Fernsehserie, Episode 4x09)
- 2012: Touch (Fernsehserie, Episode 1x03)
- 2012: The Failing Man (Fernsehserie, 4 Episoden)
- 2013: The Prayer Circle
- 2013: Criminal Minds (Fernsehserie, Episode 9x03)
- 2014: Masters of Sex (Fernsehserie, Episode 2x06)
- 2014: Sequestered (Fernsehserie, 7 Episoden)
- 2015: Navy CIS: New Orleans (Fernsehserie, Episode 1x15)
- 2015: Aquarius (Fernsehserie, Episode 1x11)
- 2016: Chasing the Rain
- 2016: K.C. Undercover (Fernsehserie, Episode 2x01)
- 2017: Angie X
- 2017–2021: American Gods (Fernsehserie)
- 2018–2019: This Is Us – Das ist Leben (This Is Us, Fernsehserie, 4 Episoden)
- 2019: The Long Shadow
- 2020: The Magicians (Fernsehserie, Episode 5x03)
- 2020: What We Found
- 2020: Chasing the Rain
- 2022: Rise
- 2023: Star Trek: Strange New Worlds (Fernsehserie, Episode 2x02)